# Якшагана
Якшагана (канн. ಯಕ್ಷಗಾನ , yakṣagāna IAST) — традиційне танцювально-драматичне індійське мистецтво, що виникло в XV столітті і отримало найбільше поширення в південноіндійському штаті Карнатака і в регіоні Канара. По суті, якшагана є формою народного мистецтва, запозичених деякі елементи з класичних форм індійського танцю і драми, поширених в сусідніх штатах Керале і Тамілнаді .
У стилі якшагана виконуються кілька сотень п'єс. Як правило, сюжети для них вибирають з давньоіндійських епосів «Махабхарати» і «Рамаяни», а також з Пуран. Якшагана вперше згадується в 1105 . Спочатку, термін «якшагана» використовувався для позначення музики, що виконувалася при дворах феодалів. Театральна вистава якшагана сформувалося в XV—XVII століттях на основі традиційних форм пісень і танцю, що існували в Карнатаке.
Якшагана виконується тільки чоловіками. Частинами якшагани є танець, спів і пантоміма. Обов'язковим елементом виступає сцена битви, в якій незмінно перемагає добро. Вистава проводиться в супроводі оркестру, що складається з барабанів, цимбалів і струнних інструментів. Існують два стилі виконання якшагани: північний і південний. Основна їх відмінність полягає в костюмах і прийомах постановки. Південний стиль відрізняється яскравішими та ошатнішими костюмами.
Якшагана виконується під час великих свят індуїстів і вважається найбільш підходящим способом віддячити Богові за позбавлення від хвороби чи іншого нещастя. Протягом багатьох століть важливим центром театрального мистецтва Якшагани є древнє місто Банавасі. Щорічно в грудні тут проходить пишний фестиваль Кадамботсава, який організовується урядом штату Карнатака.

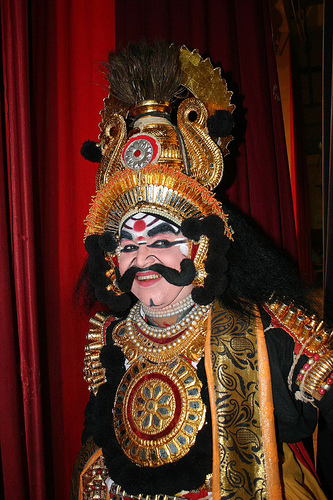
Якшагана
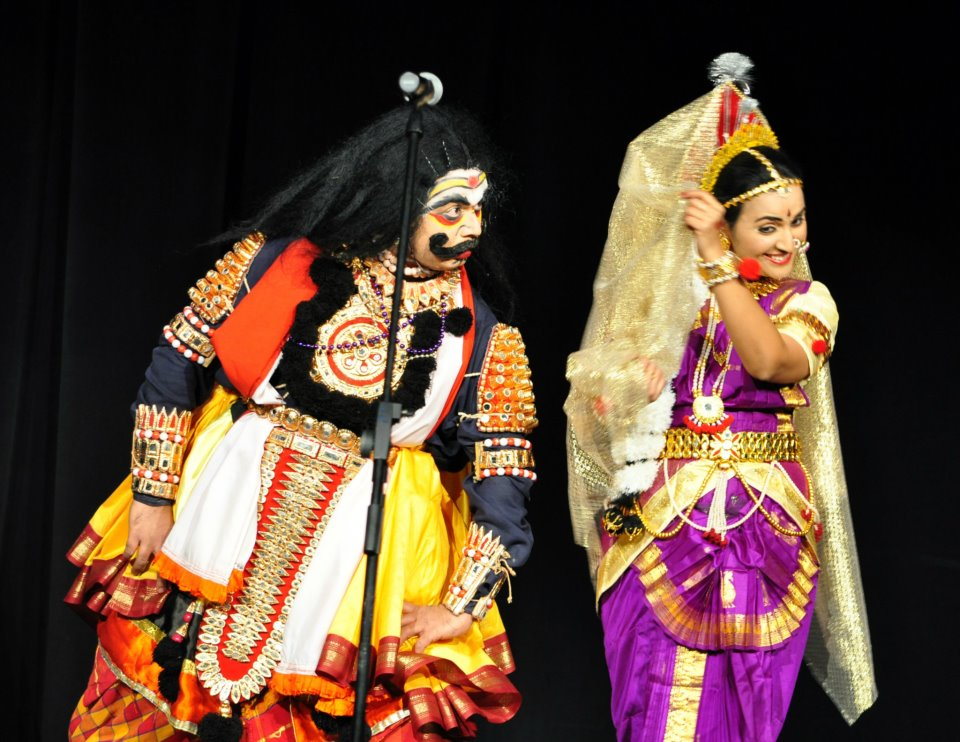
Якшагана